# 日本の原子爆弾開発
日本の原子爆弾開発（にほんのげんしばくだんかいはつ）では、大日本帝国による原子爆弾を含む核兵器の開発について述べる。　

## 研究計画の始動

### 開発依頼まで
第二次世界大戦（太平洋戦争）中、日本軍部には二つの原子爆弾開発計画が存在していた。大日本帝国海軍のF研究（核分裂を意味するFissionの頭文字より）と、大日本帝国陸軍の「ニ号研究」（仁科芳雄の頭文字より）である。
日本海軍のF研究に関わることになった荒勝文策は、研究以前、1926年から2年間ヨーロッパに留学し、ベルリン・チューリヒでアインシュタインやボーテの薫陶を受けた後、イギリス・ケンブリッジ大学のキャヴェンディッシュ研究所に在籍、ラザフォードに師事した。1928年、「Self reversal lines of lead in explosion spectrum and the series relations in them（鉛の爆發スペクトルに於ける線の反轉）」により京都帝国大学理学博士となり、 台北帝国大学教授に就任。1933年には、アジアで初めてコッククロフト・ウォルトン型加速器を作り、原子核人工変換の実験を成功させた。1936年、京都帝国大学教授となった。荒勝は1939年には、ウランの核分裂によって新たに生じる中性子の数をカウントし、ほぼ正確な数字2.6（2009年現在では2.5とされる）を得た。ウランの原子核分裂は当時の物理学で最先端の分野で、世界中の研究者が同様の実験をしていたが、この数字は現代の目から見ると最も優れたものであった。また、世界に先駆けてウラニウムやトリウムの光核分裂に関する研究を行った。
1938年春より、アメリカ合衆国及びイギリスはウランに関する論文の発表を全面的に停止し、フランスの学術誌『コン・ト・ランデ』などを除き、学術誌を経由した核分裂反応に関する情報は日本に届かない状態にあった。

#### 海軍技術研究所・核物理応用研究委員会
海軍で一番早く原子爆弾に注目したのは、海軍技術研究所の伊藤庸二技術大佐（電波兵器が専門）で、1939年頃であった。
また、1940年頃、ドイツの『ニトロチェルローゼ』という火薬の専門誌に火薬の権威シュテットバッハーが「アメリカの超爆薬」という題の論文が発表されていたところ、海軍火薬廠の村田勉技術少佐がこの論文を翻訳し、海軍艦政本部、海軍火薬廠、各海軍工廠の幹部に配った。この論文には「約1グラムのウラニウム235に緩速中性子をあて核分裂をさせると、当時日本で作っていた松印ダイナマイト13,500トン相当のエネルギーが出る」とあった。海軍は1941年5月、荒勝に原子核分裂の技術を用いた爆弾の開発を依頼した（F研究）。火薬を専門としていた、艦政本部の千藤三千造大佐、磯恵（いそめぐむ）大佐（海兵41期）、三井再男（みついまたお）大佐（海兵49期）もこの論文「アメリカの超爆薬」に着目しており、ぜひ海軍で研究しなければならない、という話になった。三井の回想によれば1941年10月、磯大佐からもちかけられた。
1941年11月、アメリカの不審な動き（ウラン鉱石の国外持ち出し禁止など）を察知して知友である東大医学部の日野寿一と理学部の嵯峨根遼吉に原子爆弾の開発を相談した。両名ともその調査の必要性を力説した。その月の終わりまでに海軍技術研究所の上司・電気研究部長佐々木清恭海軍少将（海兵38期）にこの件を諮った。佐々木は日野、嵯峨根の意見を聞き、関係方面と交渉の結果、海軍技術研究所の責任において調査に乗り出すことに決定した。ただし、この計画書の目的は「原子力機関」となっていて、「原子爆弾」の文字は無い。もちろん、本当の目的は原子爆弾であったが、刺激的な文句は使うまいという心遣いであった。
このことから海軍技術研究所は1942年、原爆研究機関「核物理応用研究委員会」（委員長は仁科芳雄）も発足させ、第一回の会合を7月8日、東京・芝の水交社で開催した。メンバーは理研の長岡半太郎、東大の西川正治、嵯峨根遼吉、日野寿一、水島三一郎、阪大の浅田常三郎、菊池正士、東北大の渡辺寧、仁科存、東京芝浦電気（現・東芝）マツダ支社の田中正道らであった。この委員会は1943年3月6日まで十数回開催された。しかし、戦局が進むにつれ「電波兵器（レーダー）研究担当の立場にある者が余分なことに力を浪費している」との批判が部内から出たため、この研究は中止されることになった。研究の中止に際して伊藤大佐は「だれかほかに代わってやってくれる人はないものか」と嘆いたという。この委員会で出された結論は「原子爆弾は明らかにできるはずだ。ただ、米国といえども今次の戦争中に実現することは困難であろう」というものであった。
その頃、仁科が陸軍航空本部の川嶋虎之輔大佐（最終階級は少将）に「あちこちから原爆、原爆と言われても困るから軍の窓口は航本（航空本部のこと）一本にまとめてほしい」旨の要望をしたことから、研究の主体は自然と陸軍に移っていった。

#### 陸軍の調査
1940年4月、陸軍航空技術研究所所長の安田武雄中将は、部下の鈴木辰三郎に「原子爆弾の製造が可能であるかどうか」について調査を命じた。鈴木が指名されたのは、当時、原子核物理学を学んだ者が陸軍では鈴木と新妻精一 (最終階級は陸軍中佐) の2名だけだったからである。安田が原子爆弾を着想したのは、ただの思い付きではなかった。安田は当時盛んになってきた原子核物理学に早くから関心を持ち、理化学研究所の仁科芳雄や仁科研究室の若い研究者を航空技術研究所に招き、原子物理学概論の講演をしてもらっていた。これは将来必ず原子爆弾が実現すると考えて、若い軍人たちにも知ってもらうためであった。
そして、1940年5月3日付けの理研の仁科芳雄と東京帝国大学理学部化学科の木村健二郎等の論文には、ウラン238に高速中性子を照射した実験において核兵器の爆発によって生成することが知られているネプツニウム237を生成したことが記され、同年、米国の物理学誌『フィジカル・レビュー』に掲載された。また、同実験では、1回の核分裂で10個以上の中性子が放出され核分裂連鎖反応（超臨界）を伴うことが知られている対称核分裂による生成物が生成されたことが、「Fission Products of Uranium produced by Fast Neutrons（高速中性子によって生成された核分裂生成物）」と題して、同年7月6日付けの英国の科学雑誌『ネイチャー』に掲載された。
鈴木は東京帝国大学の物理学者嵯峨根遼吉（当時は助教授）の助言を得て、2か月後に「原子爆弾の製造が可能である」ことを主旨とする報告書を提出した。安田はその報告書を持って東条英機陸軍大臣ら軍の上層部に原子爆弾の開発を提案するとともに、各大学、研究機関、主な民間企業にも報告書を配布した（この時点ではまだ軍事機密ではなかった）。
陸軍航空技術研究所は1941年5月、理化学研究所の大河内正敏所長に「ウラン爆弾製造の可能性について」の研究を正式に依頼した。これを受けて理研主任研究員だった仁科は6月から研究に着手した（仁科は当初この要請を断ったという証言もある）。その2年後、仁科は1943年5月に「技術的にウラン爆弾製造は可能と考えられる」という内容の報告書を提出した。
この報告を受け、航空本部（航本）長に就いていた安田中将は直ちに部下の川嶋大佐に研究の推進を命ずるとともに、これを最高軍事機密扱いにし、航空本部直轄の研究とした。以後、川島が中心になって研究が進められることになった。軍の研究を外部に委託するときは航空技術研究所を通すのが通例であった。上部機関である航空本部が直轄とするのは極めて異例であり、この一件のみであった。

## F研究
海軍には人材も設備もないので、磯大佐の出身校である京都帝国大学理学部の荒勝文策教授に研究を依頼することになった。千藤大佐は、もちろん核物理応用研究委員会が出した結論を知っていた。
1942年6月のミッドウェー海戦の惨敗以来、主力艦船のほとんどを失った海軍は危機感を募らせ、艦政本部の主導で原子爆弾の研究開発の再開を企てた。
荒勝教授へ協力依頼をするため磯大佐が荒勝研究室を訪問した。これがF研究の始まりである。その日時については、戦後、読売新聞社のインタビューに対し「着ていた背広が冬服だったので、昭和17年（1942年）10月過ぎだったろうね」と答えている。しかし、GHQのマンソン大佐に提出した公式の報告書には「1943年5月、本研究を海軍の研究として荒勝教授に委託することになり…」と記載されている。荒勝研の木村毅一助教授は「僕が聞いたのは、もっとおそく18年（1943年）の終わりではなかったか」と述べている。同研究室の清水栄講師は「20年（1945年）のはじめごろではないか」と述べている。原爆研究の理論面を担当した小林稔教授は「19年（1944年）の9月か10月だと思う」と述べている。荒勝教授自身は次のように述べている。
このように各人の見解がばらばらなのは、荒勝教授が依頼を受けてからいろいろと可能性を検討するのに時間を要し、個々の研究者にそのときどきに役割を付したためと考えられている。三井は、他の研究も含めて海軍側が絶えず出入りしていたため「いつ頼んだかわからないぐらい密接だった」と回想している。つまりF研究がいつ始まったかは特定できない。
荒勝研究室（海軍側）ではウラン235を分離する方法として、理研と同じ熱拡散法では意味がないので、次に可能性がある遠心分離法を採用することにした。遠心分離法は、六フッ化ウランガスを入れた円筒形の容器を高速回転させることにより重いウラン238は外側に、軽いウラン235は中心付近に溜まることを利用する方法である。概算してみると、回転数は毎分10万回転以上の超高速が必要であることがわかった。当時高速回転するものとしては船舶用ジャイロが知られていた。当時船舶用ジャイロは北辰電機と東京計器が製造していたので、両社に協力を要請し、分離装置の試作を依頼した。これとは別に荒勝研究室でも独自に研究を進めた。ジャイロの回転数は数千回転くらいであり、当時の技術で実現可能なのはせいぜい3 - 4万回転くらいが限界と考えられていた。高速回転で一番の問題は軸受けの摩擦であり、超高速回転を実現するにはこれまでとはまったく別の仕組みを考えなければならなかった。東京計器が考えたのは、目標を15万回転とし、回転体を圧縮空気で浮かせ誘導モーターで回転させる方法である。ただ、回転体を宙に浮かせると回転にブレが出てしまう。ブレを防ぐには心棒がなくてはならない。しかし心棒が太いと摩擦が大きくなるので、注射針くらい細いものを考えた。これは設計図の前の下書きの段階で終わっている。
荒勝研究室で考案したものは、空気で浮かせる点で東京計器のものと似ているが少し違う。それはお椀を半分にしたような形の容器の外側の横腹に刻みを付け、これに向けて空気を吹き付ける。すると容器と受けの間に空気が入ってエアクッションになると同時に刻みの角度によって吹き込まれた空気で容器が高速回転する。ブレが出ると電気的に検出して正しい位置に戻す。超高速回転をすると、容器には10万Gくらいの遠心力が掛かることが予想され、普通の材料では振り切れてちぎれてしまう。荒勝の知り合いが名古屋の住友金属工業にいて、航空機に使う超々ジュラルミンを作っていることがわかり、サンプルを少し貰ったが、工場はその後すぐ爆撃されて入手できなくなった。この装置も設計前の下書きの段階で終わっている。
1944年2月13日、海軍大佐高松宮宣仁親王（昭和天皇弟宮）以下、迫水久常（内閣参事官）、仁科存（東北大）、湯川秀樹（京大）、菊池正士（技研）、中野秀五郎（東大）、仁科芳雄（理研）、西谷啓治（京大）、水島三一郎（東大）、仁田勇（阪大）、渋沢敬三（日銀副総裁）、水間一郎（技研）、深川修吉（日本無電）が集まり会合を開催。
1945年7月21日、琵琶湖ホテルで京大と海軍の第一回合同会議が開かれた。出席者は京大から荒勝文策、湯川秀樹、小林稔、佐々木申二、海軍から北川敬三少佐、三井再男大佐、東京計器顧問の新田重治であった。そしてこれが最初で最後の会議となった。荒勝は戦後になってから「あんな会合やったってしょうがないですわ。だけどやらないとかっこうがつかない」と述べている。荒勝は終戦後もF研究と関係なく回転体の研究をしばらく続けた。F研究以前から関心のあるテーマだったからである。1949 - 1950年頃、直径0.3ミリメートル、高さ1.5センチメートルくらいのクギ状の鉄の棒を真空中で毎分 1,716,000回転させることに成功した。遠心力は 4,930,000Gであった。
F研究に何も成果がなかったわけではない。京大工学部の岡田辰三が、日本で初めての金属ウランの製造に成功した（3センチメートル角、厚さ1ミリメートル）。理研では粉末状のウランしか作れなかった。理研の木越が試しに粉末状のウランにフッ素を作用させたところ、試験管が破裂して木越は危うく失明するところだった。そのため理研では六フッ化ウランを作るのに別の方法を探さなければならなかった。岡田が作った記念すべき金属ウランは京大に長く保存すべきものだったが、行方不明になってしまった。
もう一つの成果は、湯川研究室の小林稔がウラン235の臨界量を理論的に算出したことである。ウラン235の原子核に中性子が当たるとエネルギーとともに2個以上の中性子が放出される。その中性子が他の原子核に当たると4個、さらに8個、16個、32個という具合に幾何級数的に中性子が増加して連鎖反応が起こり、短時間で一挙に巨大なエネルギーが放出される。しかし、現実の原子は隙間だらけで、多くの中性子は原子核に当たらないまま外に逃げてしまう。ウラン235の塊がある程度以上の大きさがあれば、中性子は外に出る前にいずれかの原子核にあたり、連鎖反応が起こる。この量が臨界量である。小林は手回し計算機で二晩くらいかけて拡散方程式を解いて、半径10センチメートルから20センチメートルくらいの塊があれば連鎖反応が起こって爆弾になるという結果を得た。
また日本海軍としては連合軍側が原爆を実戦投入した際の防御（対策）研究という側面もあり、広島原爆投下では日本側原爆研究関係者が現地調査に赴いている。

## ニ号研究

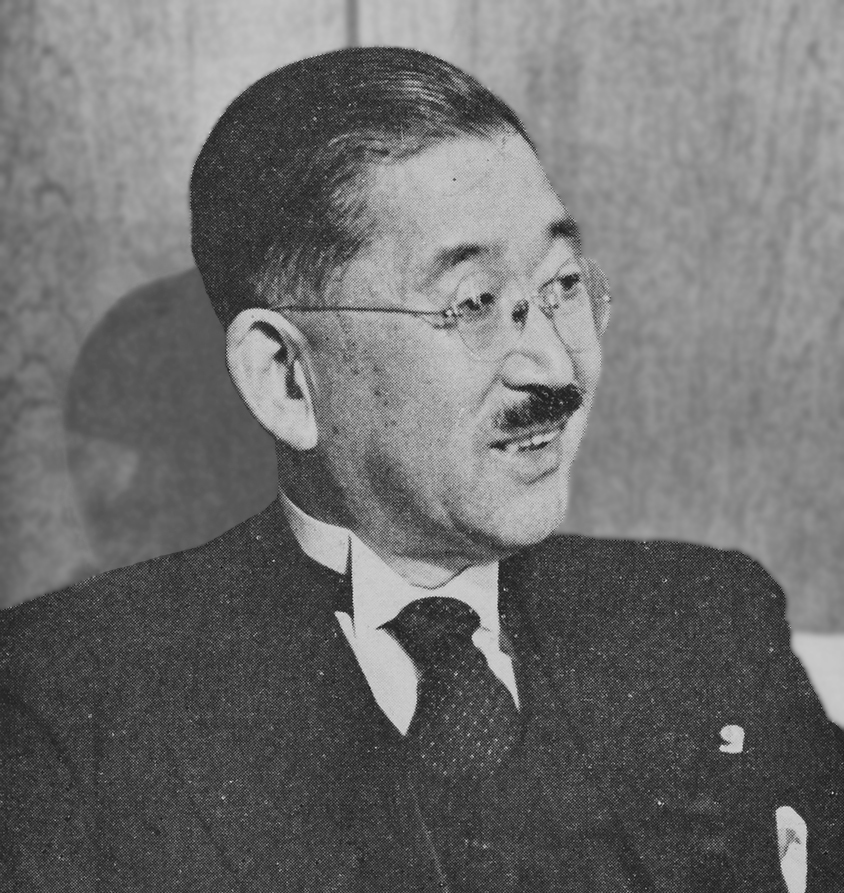
理化学研究所の大河内正敏所長は、1941年5月に「ウラン爆弾製造の可能性」について報告書を提出した。

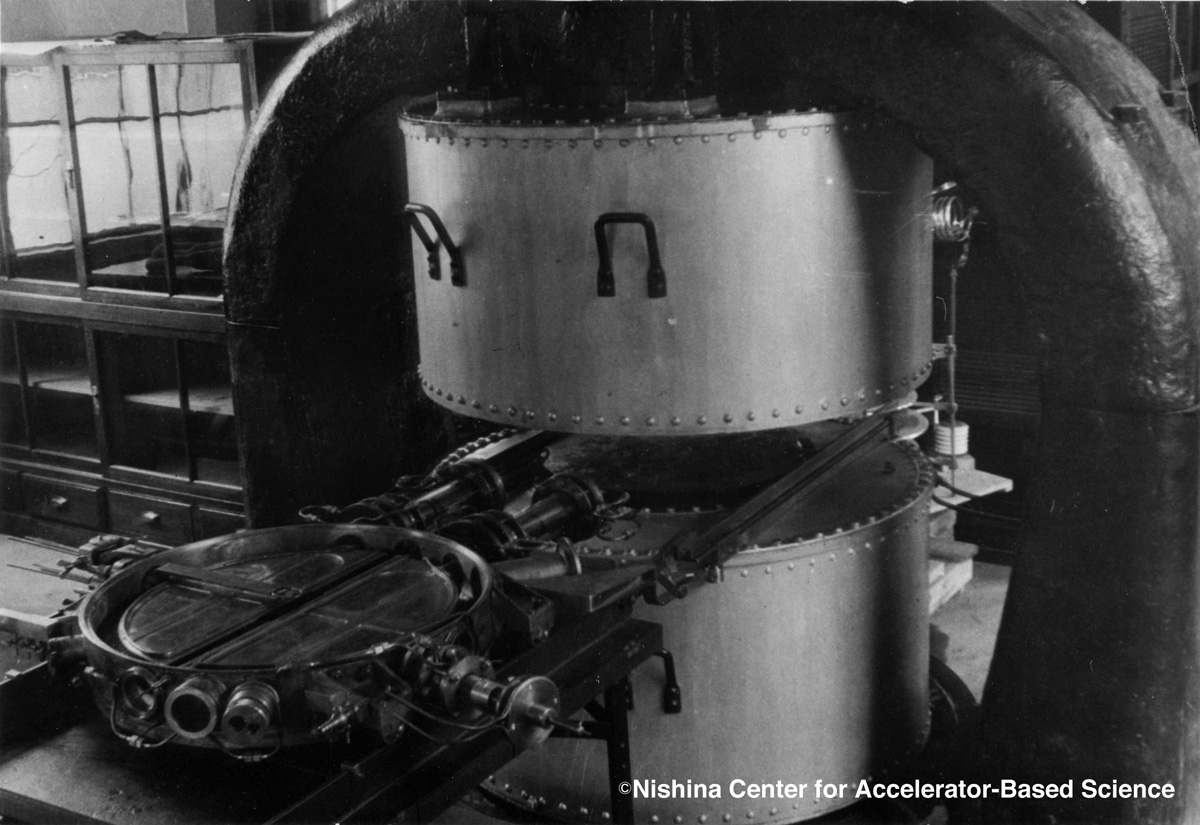
仁科芳雄博士は、1937年にこの「小さな」サイクロトロンを完成させた。これは、米国外で最初に（そして世界で2番目に）建設されたサイクロトロンである。

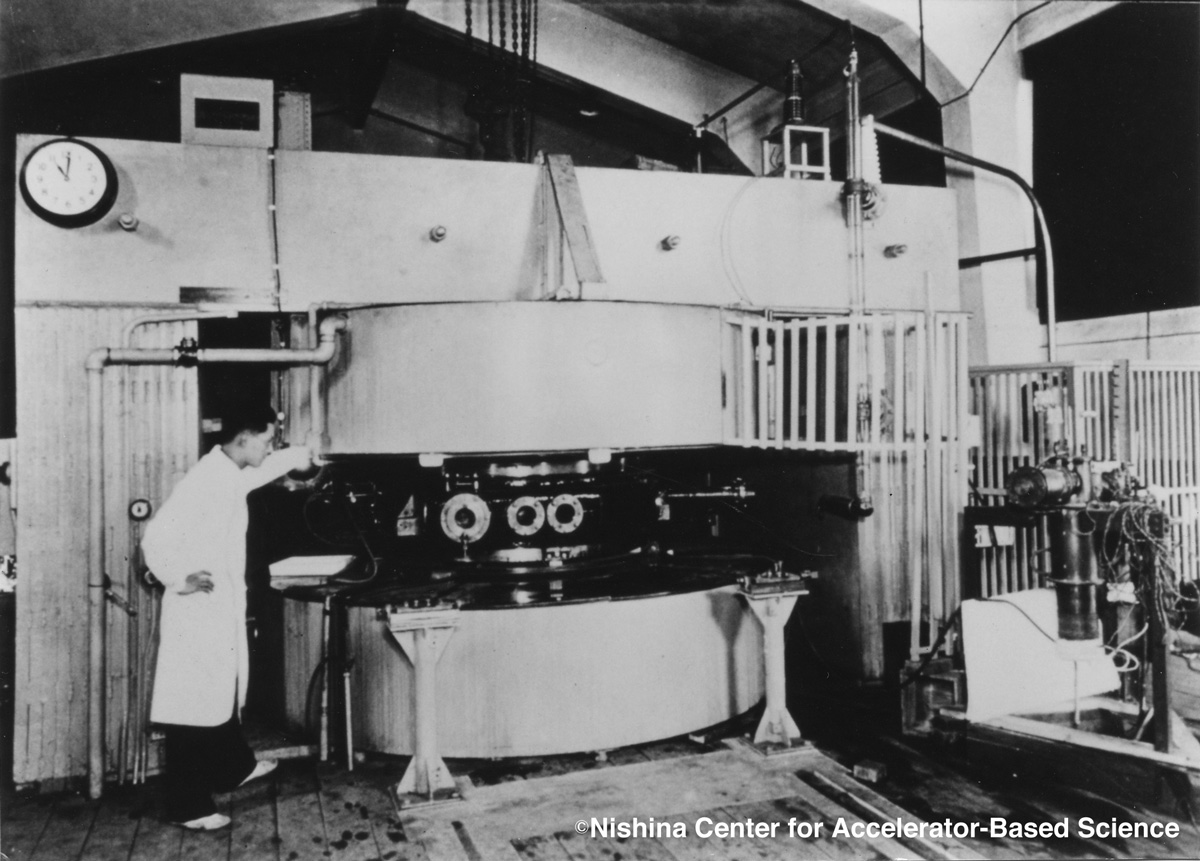
1943年に完成した2番目の理研サイクロトロン

米国の原爆開発（マンハッタン計画）が開始された翌年の1943年5月に、理化学研究所の仁科博士を中心にニ号研究（仁科の頭文字から）が開始された。この計画は天然ウラン中のウラン235を熱拡散法で濃縮するもので、1944年3月に理研構内に熱拡散筒が完成し、濃縮実験が始まった。原爆の構造自体も現在知られているものとは異なり、容器の中に濃縮したウランを入れ、さらにその中に水を入れることで臨界させるというもので、いわば暴走した軽水炉のようなものであった。10%程度の濃縮ウラン10kgで原爆が開発できるとされていたが、原爆開発原理には基本的な誤りがあったことが、黒田和夫の保管していた旧陸軍内部文書により発見された。しかし、同様の経緯である1999年9月の東海村JCO臨界事故により、殺傷力のある放射線が放出されることは明らかとなっている。

### 理化学研究所の研究体制
理化学研究所におけるニ号研究では、仁科研究室にウランを供給するため飯盛研究室も参加した。主任研究員の飯盛里安は、ウランが核エネルギー源になることが知られる以前の1922年からウラン鉱の探索を行っていた実績を買われたためである。当時ウランの用途はほとんど無く、飯盛の探索はウランが目的でなく放射化学の研究に必要なラジウムを得ることが目的であった（ラジウムは常にウランと共存している）。仁科研究室の体制は、木越邦彦が六フッ化ウランの製造、玉木英彦がウラン235の臨界量の計算、武谷三男と福田信之が熱拡散分離の理論、竹内柾が熱拡散分離装置の開発、山崎文男がウラン235の検出を受け持ち、陸軍航空本部から物理化学系大学出の若い10人の将校が派遣され、研究テーマごとの班に配属されていた。仁科研究室の全員がニ号研究に参加したわけではない。宇宙線と理論の担当者は不参加だった。朝永振一郎が協力を申し出たが、仁科は必要ないと言って断った。

### ウラン235分離方法の選択
原子爆弾を作るには天然ウランの中に0.7%しか含まれていないウラン235を取り出さなければならない。ウラン235の原子核に中性子を当てると核分裂反応が起こり、大きなエネルギーが放出される。天然のウランの大部分を占めるウラン238は核分裂しにくい。ウラン238とウラン235は同位体であって化学的には全く同じなので化学的な方法では分離できない。分離するにはわずかな質量差を利用して物理的な方法で分離しなければならない。ウランは金属で、そのままでは分離できないので六フッ化ウランという揮発性の化合物に変えて分離に供する。
当時知られていた分離法には
1. 熱拡散法
2. 気体拡散法
3. 電磁法
4. 超遠心法

があった。本来なら全部試して一番適した方法を選ぶべきだが、当時の日本では時間も資材もなく、理研は一番手っ取り早い熱拡散法を採用することに決めた。
マンハッタン計画では全ての方法が試みられた。ウラン235を爆弾に必要な高濃度まで濃縮できるのは電磁法だけであった。実際には気体拡散法でウラン235の濃度をある程度まで高めてから電磁法に掛ける方法が採られた。

### 熱拡散分離筒の製作
竹内柾が作った分離筒の概要は、直径約5センチメートル、高さ約5メートルの銅製の二重の筒である。外筒と内筒の間には2ミリメートルの隙間がある。この隙間に六フッ化ウランのガスを入れ、内筒の中のニクロム線に電流を流して240 - 250度に加熱し、外筒の周りは約60度の温水を入れたウォータージャケットで囲んである。外筒と内筒の温度差で六フッ化ウランガスが対流を起こし、重いウラン238は塔の下部へ、軽いウラン235は上部に溜まる。塔の材質、寸法などは理論的な裏付けがあるわけでなく、適当に見当で決めたものである。
当時、物資を入手するには原則として軍需省に申請して割り当てを受けなければならなかったが、必要な物がすぐに手に入るわけではなかった。幸い分離筒に使う銅パイプは、仁科研究室の矢崎為一の知り合いが日光の古河鉱業所に居たため、容易に入手できた。銅パイプを日光から理研に輸送する際、悪路のためトラックの荷台からはみ出した部分が曲がってしまった。そのままでは分離筒を作れないので、パイプを49号館に運び込んで両端に重りを下げてスペーサーで測りながら歪みをとり、熱でなましてやっと真っすぐにした。
分離筒を作るには他にもニクロム線、モーター、圧力計などの部品が必要だが、軍需省経由のルートではなかなか入手できなかった。そこで、航空本部から派遣されていた技術将校の佐治淑夫中尉が軍服を着用して製造メーカーに直接出向き、なかば強引に買い上げるということもやっていた。佐治はこれを「ふんだくってくる」と称していた。竹内柾は研究そのものより、資材集めに精力を費やしたと述べている。
分離筒は理研49号館1階の竹内研究室に設置された。高さが5メートルもあるので、天井と2階の床を抜いて2階の木越研究室に頭頂部が突き出る形になった。1943年11月23日に一応組み立てが終わったが、熱が均等に伝わらなかったので改修を行い、1944年3月12日にやっと完成した。

### 六フッ化ウランの製造
理研ではもちろん六フッ化ウランを製造した経験は無かった。六フッ化ウランは、フッ素とウランを反応させて作るが、まずフッ素を作らなければならなかった。フッ素は反応性が激しくガラスさえ腐食されるので、作るのは大変難しかった。フッ素は、酸性フッ化カリウムを電解槽に入れて230 - 240度で加熱融解し、炭素電極を入れて電気分解すると一方の電極から出てくる、という原理はわかっていた。まず、銅板を溶接して作った電解槽で試みたところ、溶接部分が腐食されてしまった。次に、マグネシウムで作ろうとしたが、希望する純度のマグネシウムが手に入らなかった。専門の工場で高純度のマグネシウムを作ってもらい、これでツボ状の電解槽を作った。しかし、これを使ってもフッ素が出てこなかった。そこで、教えを請うため東北帝国大学の著名なフッ素研究者・石井総雄の研究室を訪ねた。その結果わかったのは、電気分解の初期には原料に含まれている微量の水分だけが分解され、完全に無水の状態になってからでないとフッ素は出てこない、ということである。木越らは夕方帰宅する際、電源を切っていたので、せっかく無水になった原料が夜の間に空気中から水分を吸ってしまうので、いつまでたってもフッ素が出てこなかったのである。原因がわかったので、夜間も通電を続けたところ、やっとフッ素が出るようになった。結局フッ素を作れるようになるまで約1年かかった。さらに六フッ化ウランを作れるようになるのに約1年を要し、分離実験に取り掛かったのは戦争末期であった。
仁科は研究室員から「親方」と呼ばれ親しまれていたが、しばしば雷を落とした。研究室員でやられなかった者はいなかった。怒鳴ったあとはケロリとしているので、誰もそれを根に持つことはなかった。六フッ化ウランができなくて四苦八苦していた木越はある日、仁科に呼び出されて「お前はいったいどんな気持ちでやっているんだ。できるのかできないのか」と怒鳴られた。木越は平然と「できません」と答えた。仁科は「そんなつもりでやっているんなら…」と言っていったん口をつぐんだ。木越は「やめちまえ」と言われると思ったが、仁科は語調を変えて「まあ、やってみろ」と言った。その後、木越は文献を調べてウランを炭化物（ウランカーバイド）にしてからフッ素を作用させる方法を見つけた。自宅から配給の砂糖を持ってきて電気炉で加熱して炭素を作り、ウランと反応させてウランカーバイドを作った。これにフッ素を作用させて米粒ほどの六フッ化ウランを作ることができた。深夜のことだったので、朝出勤してくる仁科に報告したくて待ち遠しかったという。実験を続けるには砂糖が必要だったので、軍に交渉したところ、配給用の砂糖に手をつけるわけにはいかないとして、わざわざ台湾に飛行機を飛ばして10キログラムほどを都合してくれた。理研では「木越のところに行くと砂糖がなめられるぞ」という話が広がり、多くの人が役得にあずかった。その後、砂糖の代わりにデンプンが使えることが判ったので、以後はデンプンを使うことになった。

### 武谷三男が逮捕される
六フッ化ウランの熱拡散分離の理論を担当していた武谷三男は、京都帝国大学在学時代に左翼活動に係わっていた関係で、特高警察に突然逮捕された。仁科は警視庁の上層部に「武谷は重要な仕事をしているからしかるべく頼む」と言って善処を求めた結果、留置場に専門書などを持ち込んで研究を続ける事を許された。そこから警視庁の取調室で刑事に監視されながらの珍妙な研究が始まった。計算をしているうちに、理論的に熱拡散分離法ではウラン235を分離できない可能性が大きくなってきた。面会に来た渡辺慧に、熱拡散分離法はだめかも知れないから、他の方法 (遠心分離法) も並行して進めた方が良い、と仁科に伝えるよう口頭で頼んだ。この言葉を仁科がどう受け取ったかは定かでない。
その後、武谷は持病の喘息が悪化したため、4か月ほどで釈放され、自宅で監視付きの療養生活に入った。理研に行くことはできなかったが、研究仲間 (特に中村誠太郎) が度々連絡にやってきて理研の様子を知らせてくれた。彼らがもたらしてくれた情報によると、研究者の中に、ニ号研究はもうやめた方がよい、という考えを持つ者が出てきた、ということであった。その根拠は、ウラン235をうまく分離できたとしても、実際に爆弾を作るとなると、莫大な資材と天文学的な電力が必要になる、しかも肝心なウラン鉱石が手に入らない、ということである（佐治淑夫中尉の概算では熱拡散分離筒数千本と、日本全国の年間電力消費量の約十分の一の電力が必要であった）。しかし、仁科は原子爆弾は必ずできるという確信を持っているようだ、ということであった。
武谷に対する取り調べが全て終わったのは、広島市への原子爆弾投下の翌々日、1945年8月8日であった。武谷が調書に印を押すと、検事が「お前が研究していた原爆とはこれのことか？」と言って新聞を示したので「そうだ」と答えると「検事を集めるから原爆の話を聞かせてくれ」と言われ、原爆の初歩的な知識を話したが、検事たちは理解できずにポカンとした顔で聞いていた。また「B-29が単機でやってきたときは危ないから深い穴にかくれなさい」というような話をした 。すると「お前はもういいから仁科研に戻って研究を続けてくれ」といわれた（通常、B-29による日本本土空襲は編隊で行われるが、広島に原爆を投下したB-29は偵察機や観測機を含め少数編成だった。「シルバープレート」参照)。
武谷は、のちになって「原爆の仕事は軍をごまかすにはいい、原爆研究というものは、一つにはわたしたちの戦時中の逃れ途だった」と書いている。山崎正勝は、武谷は原爆の「盾」で特高警察から逃れることが出来た、と述べている。

### 分離実験
1944年7月14日から六フッ化ウランを分離筒に入れて分離実験を始めた。しかし、六フッ化ウランの強い腐食作用により、分離筒に穴が開く事故が頻発し、しばしば実験を中断しなければならなかった。修理に時間がかかるため実験は遅々として進まなかった。軍からは「どうなっている」という催促が度々あって仁科は大変困惑していた。
理研が原爆研究を引き受ける際に航空本部に提出した報告書には、分離筒には腐食防止のために金メッキまたは白金メッキを施せばよい、と書いてあったが実際にはメッキはされなかった。
飯盛は戦後になってから、その頃仁科に会う度に仁科が次のように語っていたと述べている。
爆弾にするということを口にすることはあまりなかった、という。
空襲によって分離筒が焼失するまで6回分離実験を行ったが、6回とも分離はうまくいかなかった。ウラン235がどれくらい濃縮されたかを知るには、質量分析計で同位体比 (235U/238U) を測定するのが最も確実だが、当時の理研には質量分析計が無かった。次善の方法として、サイクロトロンで発生させた中性子を試料に当て、ウラン235の核分裂によって発生するベータ線の強度をローリッツェン検電器で測定することにより、間接的にウラン235の量を求めた。熱拡散分離筒にかける前の試料と分離操作をした試料を同一条件で測定したが、両者の間に有意の差が認められず、分離ができていないと結論された。分離筒が焼失した後、理研の一部は山形高校に疎開し、木越は六フッ化ウランの製造を続けるとともに、なぜ分離がうまくいかなかったを考えた。そこで分子間力を考慮に入れると、分離筒の中で起こっているのは、単に重いウラン238は下へ、軽いウラン235は上に、という単純な現象ではないことに思い至った。熱拡散法はアメリカとドイツの原子爆弾開発でも試みられていたが、1941年に熱拡散法ではウラン235は分離できないという結論が出ていた。つまり理研で熱拡散法を選んだ時点で既にこの方法では分離できないことが確認されていたのである。終戦時、木越は残っていた六フッ化ウランを山形高校の校庭に埋めた。後年訪れたとき、様子がすっかり変わっていて、どこに埋めたかわからなかった。

### 熱拡散分離筒の焼失
仁科研究室の山崎文男の家は理研のすぐ近くの本郷曙町 (現・本駒込一丁目、二丁目) にあった。当時、山崎は家族を地方に疎開させて、ここに一人で暮らしていた。同じ仁科研の朝永振一郎と福田信之も家族を疎開させて一人暮らしをしていた。山崎の家は理研に通うのに好都合なので、この二人ともう一人、物理学校 (現・東京理科大学) の学生の合計四人がこの家で共同生活をしていた。1945年4月12日の夜、空襲があり山崎の家も被災した。その日は福田は不在で三人で消火に当たったが、素人の力ではどうにもならず、全焼してしまった。空襲警報が発令中だったので、山崎と朝永は近くの防空壕に避難した。やがて解除のサイレンが鳴ったので二人は防空壕から出て理研に行ってみると焼夷弾が落ちてあちこちが燃えていた。熱拡散分離筒がある49号館は燃えていなかったので、そこにいた人たちと協力して水を掛けたり回りにあった材木を片付けて延焼を防ぐ処置をした。一応めどが着いたので49号館の向かいにある43号館で休んでいると、夜が明けた頃、49号館から煙が出ていることに気が付いた。人々が油断している間にモルタルの壁の中に残っていた火が燃え上がったのである。急いで駆けつけたが、もう手が付けられない状態で、結局49号館は分離筒と共に全焼してしまった。
この空襲では理研希元素工業荒川工場 (後出) ウラン抽出棟も直撃弾を受け、工員3名が即死した。この空襲について飯盛は、日本の原子爆弾開発計画がアメリカ側に洩れていたのではないか、と述べている。

### 熱拡散分離筒の移設
1944年暮れ頃、撃墜したB-29から回収した東京の地図に理研が重要目標として記入してあった。これを知った航空本部は鈴木辰三郎に、いずれ理研はやられるから別の場所にも分離筒を設けたほうがよいと勧告をした。鈴木は大阪帝国大学の菊池正士研究所に分離筒を建てることにした。理研の分離筒は、熱膨張により内筒が外筒に癒着する欠点があったので、鈴木は内筒の内側にさらに鉄製の筒を入れて補強する構造を考えた。仁科は「鉄と銅は熱膨張率が違うからそんなもんくっつけたってだめだ」と反対したが、鈴木はそれなりに成算があったので仁科を説得して了承してもらった。外筒と内筒の隙間は2ミリメートルでは広すぎると考え、1.5ミリメートルとした。ここに同じものを3本建てたが、実験に取り掛かる前に大空襲があって水も電気も止まり、実験どころではなくなってしまった。さらに鈴木は軍需省から兵庫県尼崎市の住友金属鋼管（現・日鉄住金鋼管）の工場に分離筒を建てることを指示された。ここには資材が豊富にあり、ベテランの工員がたくさんいたので、作業は容易であった。ここには、大阪帝国大学と同じものを5本建て、窒素や二酸化炭素を用いて予備試験を行って、鉄と銅の膨張率の違いの件はうまく行くことが確認された。あとは六フッ化ウランの到着を待つのみになった。鈴木はいずれここも危なくなると考え、三重県名張市にある妻の実家の敷地に分離筒を移設しようと100坪ほどの建物を実験棟に改装したり、床や水道の工事をした。もちろん、妻にも親族にも目的は明らかにしなかった。しかし、分離筒を移設する前に終戦になった。終戦時、大阪帝国大学と尼崎市にあった分離筒は解体され、近くの川などに投棄された。
仁科は、石川県金沢市にも分離筒を建てようと、航空本部から派遣されて竹内柾の下で仕事を手伝っていた佐治淑夫中尉ほか数名を金沢に派遣した。市内は空襲が激しいので郊外にある金沢高等工業学校を借りて作業場とした。しかし、資材が全く手に入らなかった。苦労の末、北海道帝国大学からやっと真空ポンプを譲ってもらったが、何も進展しないまま終戦になった。

## 資源の調達

### 原料ウランの調達
当時、陶磁器の釉薬の着色剤として硝酸ウラニル (ウランの硝酸塩) が少量流通していて、どこの化学教室の棚にも有るようなありふれた物だった。木越は薬品問屋に片っ端から電話をして50キログラムほどをかき集めた。理研ではこれを原料として六フッ化ウランを製造した。F研究を担当することになった京都帝国大学も京都市五条坂の陶磁器専門の薬品問屋から硝酸ウラニルを買い付けた。
当時は岡山県と鳥取県の県境に当たる人形峠にウラン鉱脈があることは知られておらず、1944年から朝鮮半島、満洲、モンゴル、新疆の地でもウラン鉱山の探索が行われたが、はかばかしい成果がなかった。飯盛里安の技術指導を中心とする調査により、北朝鮮に有望なウラン床があることが明らかになっていた。同年12月に日本陸軍は福島県石川郡石川町でのウラン採掘を決定した。1945年には飯盛里安が率いる実験施設の理研希元素工業扶桑第806工場を開設し、4月から終戦まで旧制私立石川中学校の生徒を勤労動員して採掘させた。しかし、そこで採掘される閃ウラン鉱、燐灰ウラン石、サマルスキー石等は、ごく少量であり、ウラン含有率も少ないものであった
| 最前列左端（立姿）は長島乙吉、軍刀を持っているのは第8陸軍技術研究所の山本洋一少佐。 |
|                                                                                     |
| 福島県石川町立歴史民俗資料館提供                                                    |

一方、日本海軍は、中国の上海におけるいわゆる闇市場で130kgの二酸化ウランを購入する一方、当時、チェコのウラン鉱山がナチス・ドイツ支配下にあったので、ナチス・ドイツの潜水艦 (U-234) による560kgの二酸化ウラン輸入も試みられたが、日本への輸送途中でドイツの敗戦となり、同艦も連合国側へ降伏してしまった（「U-234」「遣独潜水艦作戦」参照）。こうして、どちらにせよ原子爆弾1個に必要な臨界量以上のウラン235の確保は絶望的な状況であった。

### 重水の確保
核エネルギー開発に関連し、重水が大量に必要となることが見込まれたため、国策会社朝鮮窒素肥料株式会社の下で、北朝鮮の大量の電力を用いた重水製造計画があったとされる。

### 理研希元素工業株式会社
1941年、飯盛研究室の希元素関連の業務を事業化するために、大河内正敏所長を会長、飯盛里安を最高顧問として理研希元素工業株式会社が設立された (終戦時に解散)。理研構内の本郷工場のほか足立工場、荒川工場の三工場で各種希元素製品を生産した。
荒川工場では、戦前アメリカから輸入した約200トンのカルノー石を処理してウラン約200キログラムを生産した。このほか、マレー半島産のアマン (スズ鉱石の残渣)、朝鮮半島産黒砂 (砂金採取時の残砂) を処理して約100キログラムのウランを生産し、合計約300キログラムがニ号研究用に蓄積された (ここで云うウランとは通称イエローケーキ、重ウラン酸ナトリウムのこと)。これらは終戦時に米軍に押収された。
1944年後半頃から空襲が激しくなってきて工場が被災したので、軍からの指示で工場を福島県石川町に疎開させることになった。移転先として選ばれたのは完成直前のジルコン選鉱場で軍の命令で理研希元素工業株式会社に移譲された。これが理研希元素工業扶桑第806工場となった。選鉱場の人員はそのまま新工場に引き継がれた。この工場では東京から運んだ前記のアマンと黒砂を処理した。石川中学校の生徒が採掘した鉱石は量が少ないので原料にはならなかった。この工場は数か月稼働しただけで終戦になった。
終戦直前、理研希元素工業扶桑第806工場に、小名浜（現在の福島県いわき市）の日本水素工業株式会社から触媒用銅ウラン合金板、約10トンが入荷した。酸化ウラン換算で800キログラムを含有すると見込まれていたが、使用されることはなかった。これはメタノールの合成に用いられていたが、新しい製法に転換したことにより不要になったものである。この合金が戦後どうなったかについては資料が残されていない。
日本の敗戦直後の1945年10月1日、日本を占領統治していた連合国軍最高司令官総司令部（GHQ）のマンソン大佐から日本政府に対し、日本国内および戦時中日本の統治下にあった地域に残存するウラン含有資材について保有状況を早急に報告するように命令があった。これに対する回答書中に「約10.9%のウランを含有する有機合成用触媒4トン（石川工場3トン、荒川工場1トン）」の記述がある。畑晋の私信と数量に食い違いがあるが、ウラン含有の合成用触媒合金が終戦後に確かに存在していたことが裏付けられた。

### ニ号研究とF研究の接点
陸軍航空本部の鈴木辰三郎陸軍中佐によれば、1945年初め頃に海軍の技術関係者が陸軍航空本部にやってきて「海軍の方でも原子爆弾の研究をやることになった。一からやっていたのでは間に合わないし、むだだから仁科研でやっていた実験データを教えてほしい」と頼まれた。陸軍航空本部でもこの段階にきては陸軍だの海軍だの言っている場合ではない、ということで仁科研のデータを全部渡した、という。また、京都帝国大学で六フッ化ウランの製造を受け持つことになった佐々木申二が理研の木越のところにやってきて、六フッ化ウランの製造を見学した。木越はそれで京大でも原爆の研究をしていることを初めて知ったという。さらに、荒勝教授が理研にやってきて（時期不明）仁科の案内で熱拡散分離筒を見学している。荒勝は、物資不足の戦時下によくこれだけのものを作った、と努力を評価している。
また陸軍側はウラン鉱石の入手に難儀しており、児玉誉士夫（児玉機関、上海市拠点）を通じてウランを入手していた海軍に「陸軍にもウラン鉱石を分けてくれ」と申し出た事もあったという。

### 期間対照表
| 1941年 | 1942年 | 1943年 | 1944年 | 1945年 |
|        |        |        |        |        |

|  | 太平洋戦争 |  |
|  |            |  |

|  | ↓航空技術研究所から依頼 | ↓航空本部から依頼（ここから本格的に研究開始） | ↓理研の分離筒焼失 |

|  | ニ号研究 |  |
|  |          |  |

| 核物理応用研究委員会 |  |  |
|                      |  |  |

| F研究の開始日はGHQに報告した1943年5月として | F研究 |  |
|                                             |       |  |

|  | ↓トリニティ実験成功 (1945.7.16) |

|  | マンハッタン計画 |  |
|  |                  |  |

## 研究打ち切りと敗戦

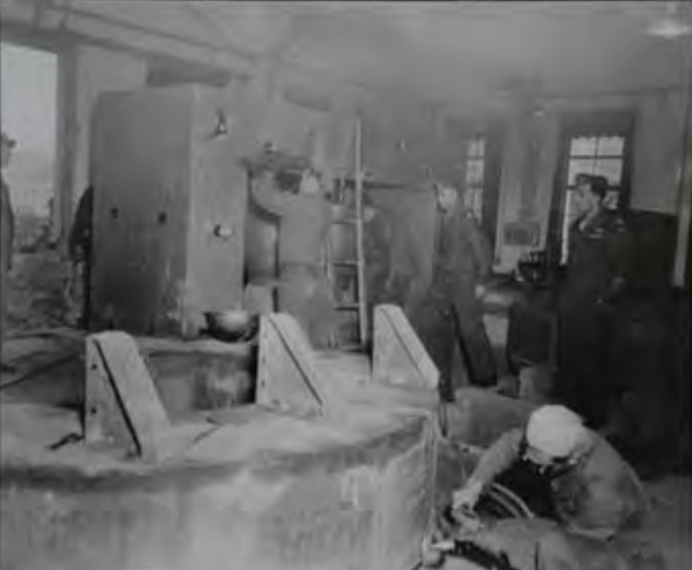
1945年11月24日、荒勝文策の加速器がGHQによって破壊された。

1945年4月13日のアメリカ軍による東京大空襲で熱拡散筒が焼失したため、研究は実質的に続行不可能となった。その後、山形、金沢、大阪での再構築を始めたが、同6月に陸軍が研究を打ち切り、7月には海軍も研究を打ち切り、ここに日本の原子爆弾開発は潰えた。理化学研究所の熱拡散法はアメリカの気体拡散法（隔膜法）より効率が悪く、10%の濃縮ウラン10kgを製造することは不可能と判断されており、京都帝国大学の遠心分離法は1945年の段階でようやく遠心分離機の設計図が完成し材料の調達が始まった所だった。結局日本の原爆開発は最も進んだところでも基礎段階を出ていなかった。
日本は、8月6日の広島市への原子爆弾投下、8月9日の長崎市への原子爆弾投下で被爆し、8月14日にポツダム宣言を受諾した（玉音放送は8月15日、日本の降伏文書調印は9月2日）。敗戦後、GHQにより理化学研究所の核研究施設は破壊された。なお、この際に理研や京都帝大のサイクロトロンが核研究施設と誤解されて破壊されており、その破壊行為は後に米国の物理学者たちにより「人類に対する犯罪」などと糾弾され、当時のアメリカ陸軍長官であるロバート・ポーター・パターソンが破壊を誤りと認めた（ただし、京都帝大のサイクロトロンの「ボールチップ」と呼ばれる部品は関係者の手で保管され、現在は京都大学総合博物館に収蔵されている）。
F研究責任者だった荒勝文策の当時の日誌によると、1945年11月20日に進駐軍将校が来訪し、荒勝は「全く純学術研究施設にして原子爆弾製造には無関係のもの」と抗議したがGHQの命令として受け入れられず、施設破壊後の実験室を「惨憺たる光景であった」と記している。荒勝には施設破壊ばかりではなく研究関連文書やウラン・重水などの提出も求められた。
荒勝は「実験ノートだけは残してほしい」と懇願したが、聞き入れられなかった。サイクロトロン破壊や研究室捜索にGHQ通訳として立ち会ったトーマス・スミス（カリフォルニア大学名誉教授）は、基礎研究を妨害してしまったことに責任を感じて退役し、回想記を著した。没収されたノートの一部はアメリカ合衆国議会図書館で保管されていたことが2006年に確認されたほか、2015年にはF研究に参加した清水栄のノート3冊が京都大学で発見された。   
その後、1947年1月に極東委員会が原子力研究の禁止を決議し、占領が終了するまで原子核の研究は一切不可能となった。
1945年5月中頃、仁科は会議室に研究者を集め、ニ号研究の中止を決議した。5月末、派遣将校の鈴木辰三郎（航空本部との連絡をしていた）に口頭で「もうウラン爆弾はできない、この状態では無理である」と伝えた。鈴木はただちに航空本部に戻り、それを陸軍大臣に伝える手続きをとった。しかし、この情報は石川町の採掘現場に伝わらず、石川町の生徒たちは玉音放送の日まで作業を続けた。担当の第8陸軍技術研究所の山本洋一少佐は、のちになって「気の毒なことだった」と何度も繰り返したという。熱拡散分離塔の焼失以後、研究者の間に悲観論が徐々に広がりつつある中、鈴木は最後まで研究の継続を強硬に主張していた。
飯盛里安の手記『終戦の日の証言』には「当時石川町の選鉱場に残存したアマン百数十トン、モナズ石粉末十数トンを地下に埋めたり川に流したりした」と書いている。これが原因で、数億円相当のウラン鉱石が埋まっているという噂が広がり、1955年頃に山師が町役場に採掘許可を求めて危うく発掘されそうになる騒動があったと伝えられている。理研飯盛研究室助手で理研希元素工業扶桑第806工場長の畑晋（はたすすむ）は私信の中に「…GHQからウラン関係の原材料・製品は没収された」と書いている。理研希元素工業総務部長の新津甚一は手記『南から北へ八十年』の中に「占領軍の技術将校をふくむ数人がジープで工場にやってきたが、驚いたことにわが社がもっていた原鉱石の種類や数量をおよそ正確に知っていた。スパイがしらべたのではないかという話もでたが、東京で予め調べてきたのかも知れない。何れにせよ、現状のままにして管理するよう命ぜられた」と書いている。
ニ号研究・F研究には当時の日本の原子物理学者がほぼ総動員され、前記の通り戦後ノーベル物理学賞を受賞した湯川秀樹（F研究）も含まれていた。関係者の中からは、戦後に湯川を始め被爆国の科学者として核兵器廃絶運動に深く携わる者も現れるが、戦争中に原爆開発に関わったことに対する釈明は行われなかった。この点に関し、科学史を専門とする常石敬一は「少なくとも反核運動に参加する前に、日本での原爆計画の存在とそれに対する自らの関わりを明らかにするべきであった。それが各自の研究を仲間うちで品質管理をする、というオートノミー（引用者注：自治）をもった科学者社会の一員として当然探るべき道だったろう」と批判している。
ニ号研究に投入された研究費は、当時の金額で約2000万円であった。ちなみに、アメリカのマンハッタン計画には、約12万人の科学者・技術者と約22億ドル（約103億4千万円、当時の1ドル＝4.7円）が投入されている。

## 昭和天皇と原子爆弾
昭和天皇は玉音放送の中で「敵ハ新ニ残虐ナル爆弾ヲ使用シテ頻ニ無辜（むこ）ヲ殺傷シ惨害ノ及フ所真ニ測ルヘカラサルニ至ル而モ尚交戦ヲ継続セムカ終ニ我カ民族ノ滅亡ヲ招来スルノミナラス延（ひい）テ人類ノ文明ヲモ破却スヘシ斯（かく）ノ如クムハ朕何ヲ以テカ億兆ノ赤子（せきし）ヲ保シ皇祖皇宗ノ神霊ニ謝セムヤ是レ朕カ帝国政府ヲシテ共同宣言ニ応セシムルニ至レル所以ナリ」 （敵は新たに残虐な爆弾を使用して、罪もない者たちを殺傷し、悲惨な損害の程度は見当もつけられないまでに至った。それなのになお戦争を継続すれば、ついには我が民族の滅亡を招くだけでなく、さらには人類の文明をも破滅させるに違いない。) と原子爆弾投下を受諾の理由に挙げた

## 日本が核実験をしていたとの主張

### 中華人民共和国
中華人民共和国政府の公式ウェブサイトによると、「日本は1939年から1940年の間に核兵器を製造した」と主張している。中華人民共和国国土資源部中国地質調査局公式サイトの『ずたずたになった山河、ちりぢりにされた金――歴史資料から見た地質分野における日中戦争』と題されたページに、2015年9月6日付けで、「1939年から1940年、日本は中国の遼寧省鞍山市海城地区でウラン鉱を発見し、その後日本で核兵器を製造して実験を進め、ウラン鉱の盗掘と東京への空輸を始めた。」という見解を紹介している。
中華人民共和国政府の主張に関連する日本側の記録として、ニ号研究用ウラン資源の一部として「満州国海城県 (現・遼寧省鞍山市) ユークセン石若干」の記述がある。このユークセン石は、当時、日本国内と極東地域を含めて初産であった。分析と同定は東京帝国大学木村健二郎研究室で行われた。分析の結果ウランの含有量は4.53%であった。ただし、公表されている理研希元素工業の各工場の工程には「ユークセン石からのウランの抽出」は含まれていない。（詳細は「飯盛武夫#希元素製品の製造工程の確立」を参照）。理研飯盛研究室嘱託の長島乙吉が当地で採取したとされるユークセン石の標本が中津川市鉱物博物館に所蔵されている。

### ロシア
ロシア政府系通信社スプートニクは、2013年6月13日付けで「日本が1945年8月12日に支配下であった朝鮮の咸興沖で核弾頭のサンプルを爆破させた」と主張している。スプートニクは『ソ連が米国を日本の核攻撃から救った』と題して、1945年8月12日、日本軍は小型の船艇に核弾頭を載せ、咸興（ハムン）沖で爆破すると直径1kmの火球が天空に燃え、巨大なキノコ雲が上ったという見解を紹介している。
スプートニクの主張に関連する情報として、日本軍が行なったとされるこの核実験は、ウィルコックスの著書の冒頭に述べられている。一方、山崎正勝は「1,000m (原著では1,100ヤード)の火球」は広島に投下された原爆の10倍に相当し、エネルギー換算で1メガトンになり、考えられないと述べている。山崎はウィルコックスが信頼性の低いGHQの資料を引用していると批判し、他の矛盾点も指摘している。

### 北朝鮮
朝鮮民主主義人民共和国の『労働新聞』は、2018年2月9日付の『U.S. Is Chief Culprit of Nuclear Proliferation』(アメリカは核兵器拡散の主犯)の題する記事に、「日本は、敗戦直前まで咸興の興南沖水域で核爆発実験を実施して捨てばちの努力をした、将来核犯罪を犯す予備軍である」という見解を紹介している。